# Медаль имени М. Б. Грекова
Медаль имени М. Б. Грекова — награда, учреждённая постановлением Совета министров СССР от 2 августа 1966 года № 585 в целях поощрения художников, работающих над произведениями изобразительного искусства на военно-патриотическую тему. Вручалась с 1967 до 1991 года ежегодно. Медаль имела две степени — золотая и серебряная.

## История
Постановлением было установлено, что медали имени М. Б. Грекова присуждаются совместным решением Министерства культуры СССР, правления Союза художников СССР и Главного политического управления Советской армии и Военно-морского флота.
С 1967 по 1991 год ко Дню Победы присуждались одна золотая и три серебряные медали им. М. Б. Грекова. Первым обладателем награды стал советский живописец-баталист Пётр Кривоногов, удостоенный золотой медали имени М. Б. Грекова в 1967 году.
Медаль была учреждена в 1966 году по совместной инициативе Министерства культуры СССР, Союза художников СССР и Главного политического управления Советской армии и Военно-морского флота СССР (ГПУ СА и ВМФ СССР).
Церемонии награждения золотой медалью имени М. Б. Грекова проходили ко Дню Победы. Также проводились награждения серебряной медалью имени М. Б. Грекова.
В 1991 году награждения медалями имени Грекова прекратились.
В 2014 году в Министерстве обороны Российской Федерации было принято решение учредить медаль под названием «Художник Греков».